# クリカワヤシャイグチ
クリカワヤシャイグチ（栗皮夜叉猪口、学名:Austroboletus gracilis）はイグチ目イグチ科ヤシャイグチ属のキノコである。可食のキノコであるが、苦味と酸味があり一般的ではない。

## 分布
日本、東アジア、ニューギニア、および北アメリカに分布。夏から秋にかけて主にブナ科の広葉樹林内に発生する。

## 特徴
小型～中型のイグチ科のキノコであり、傘は直径3～8 cm、栗色～赤褐色、初めはまんじゅう形で生長すると少し開く。傘表面は微毛が密生し、ビロード状～多少綿毛状で、湿潤時は粘性を帯びる。しばしば表面に細かなひび割れが生じ、ときにシワ状の脈がある。
管孔は初め帯白色で、老成により徐々に帯ワイン色となる。孔口は円形あるいは多角形で、帯白色～淡色。
柄は長さ5～12 cm、傘と同色～淡色で、基部は白色。柄表面はビロード状で、やや隆起した縦筋、またはやや不明瞭な網目模様がある。肉は白色または淡いピンク色でやわらかく、傷つけても変色しない。

## 近縁種
ヤシャイグチ属 (Austroboletus)
- ヤシャイグチ (A. fusisporus)
- オオヤシャイグチ (A. subvirens)